# Colonia Lavalleja
Colonia Lavalleja es un área del departamento de Salto, Uruguay, con orígenes en la colonia agrícola de igual nombre y que hoy comprende las localidades de: Migliaro, Lluveras, Las Flores, Los Díaz y Las Moras, así como sus áreas rurales más próximas. Existe además la denominación Pueblo Lavalleja que legalmente incluye a las originales localidades de Lluveras y Migliaro, pero que habitualmente suele referir a la localidad de Migliaro.

## Historia
Colonia Lavalleja tuvo sus orígenes en la ley Nº613 del 5 de marzo de 1860, la cual disponía la creación de un pueblo en el denominado Paso del Sauce, sobre la margen derecha del río Arapey Chico, en una superficie de una legua cuadrada, la cual debía dividirse en solares y chacras, para ser distribuida a los pobladores según las respectivas leyes vigentes en aquel momento, y teniendo el Poder Ejecutivo la autorización para expropiar el área en caso de ser necesario.
El 17 de diciembre de 1861, por orden del Poder Ejecutivo, el fiscal de Haciendas, solicitó ante el Juez Letrado de lo Civil, la mensura y deslinde de un campo fiscal en el departamento de Salto, ubicado entre los ríos Arapey Grande y Arapey Chico, solicitando la liberación de despacho al Alcalde Ordinario de Salto, para que se procediese a dicha operación con citación de linderos y colindantes con sus títulos respectivos. Una vez librado el despacho y habiéndose designado para la operación al agrimensor
Manuel García de Zúñiga, se realizó la mensura del campo, resultando un área de diez leguas cuadradas y tres mil quinientas cuadras cuya mensura, fue aprobada por el Juez el 16 de mayo de 1865. Se adjudicó a Samuel Lafone como cesionario de la sucesión Lavalleja, por lo que se le otorgó en compensación un área de 8 leguas y 3500 cuadras cuadradas. Ante la solicitud de chacras para poblar y cultivar por parte de 56 personas, el gobierno dispuso con fecha 27 de mayo de 1884 la división en chacras de las dos leguas pertenecientes al Estado, sustituyéndose así el primitivo pueblo Lavalleja, cuya creación se dispuso por ley de fecha del 29 de febrero de 1860, por la actual colonia del mismo nombre.
El 25 de abril de 1912, comenzó a funcionar la escuela Nº36 (actual N.º 19), en un local contiguo al actual, y con dos alumnos y una maestra, cuya matrícula creció con el correr del tiempo. En 1930 la escuela pasó a ser la N.º 19 y en marzo de 1955 comenzó a funcionar en el local actual.
En el año 1922 se formó la Sociedad Fomento de Colonia Lavalleja, la que funcionó hasta 1935 y en 1980 retomó su actividad. En la década de 1970 se llevaron a cabo gestiones para instalar servicios de luz eléctrica y agua potable, pero debido a que la zona no tenía la categoría de pueblo, debió postergarse. En 1981 se declaró centro poblado a la zona comprendida por las localidades de Lluveras y Migliaro, y a una franja de 200 m a cada lado del camino que une dichas localidades, denominándose al centro poblado con el nombre de Pueblo Lavalleja. Posteriormente a ello se pudieron solucionar la instalación de los servicios y se construyeron los planes de MEVIR, en la localidad de Migliaro.

## Población
Según el censo del año 2004 la zona denominada Pueblo Lavalleja contaba con una población de 1.049 habitantes. En el censo de 2011 la población de dicha zona fue censada bajo las localidades de Lluveras y Migliaro por separado.
| 178           | 138 | 249 | 713 | 1,049 |
| (Fuente: INE) |     |     |     |       |

## Economía
La principal actividad económica de la zona es la actividad agrícola ganadera extensiva, en especial la producción ovina.

## Transporte
A la zona se accede por 7 kilómetros de camino departamental que la separan de la ruta 4 que conecta con la ruta 31 y esta con la capital departamental Salto.
La zona es servida por servicios de buses interdepartamentales que cubren la línea Salto-Artigas.